# Tomasz Kozłowski (siatkarz)
Tomasz Kozłowski (ur. 16 lutego 1979 w Gorlicach) – polski siatkarz, występujący na pozycji rozgrywającego.
Po sezonie 2007/2008 zakończył karierę ze względu na przewlekłe kontuzje i rozpoczął pracę w klubie. Obecnie pełni funkcję menadżera ASSECO Resovii.
Jest bratem Michała Kozłowskiego.

## Kluby
- GKPS Gorlice
- SMS Rzeszów
- Morze Szczecin
- Asseco Resovia

## Sukcesy
- IV miejsce w Mistrzostwach Europy
- IV miejsce w Mistrzostwach Polski
- II miejsce w Olimpiadzie Młodzieży Szkolnej
- IV miejsce w Turnieju Challenge Cup
- II miejsce na Mistrzostwach Europy Kadetów